# كتشلة غرد (دشتابي الغربي)
کتشلة غرد (بالفارسية: کچله گرد) هي قرية تقع في إيران في قسم دشتابي الغربي الريفي. يقدر عدد سكانها بـ 852 نسمة .